# Michał Ćwięka
Michał Ćwięka (ur. 26 września 1901, zm. 23 lipca 1967 w Krakowie) – polski nauczyciel, działacz społeczny, w tym spółdzielczy.

## Życiorys
Urodził się 26 września 1901. Ukończył studia na Wyższej Akademii Handlowej w Poznaniu z tytułem dyplomowanego komercjalisty.
Podjął pracę nauczyciela w szkole handlowej w Sanoku, gdzie był kierownikiem pracowni i biblioteki kupieckiej, czytelni zawodowej, hufca szkolnego przysposobienia wojskowego i stowarzyszenia absolwentów. Od 1938 sprawował stanowisko dyrektora szkoły (pełna nazwa: Prywatne Koedukacyjne Gimnazjum Kupieckie Związku Nauczycielstwa Polskiego w Sanoku).
W Wojsku Polskim został mianowany na stopień podporucznika rezerwy piechoty ze starszeństwem z dniem 1 stycznia 1931. W 1934 jako oficer rezerwy był przydzielony do 55 Poznańskiego pułku piechoty i pozostawał wówczas w ewidencji Powiatowej Komendy Uzupełnień Kościan. Po wybuchu II wojny światowej został zmobilizowany do armii polskiej. Po przekroczeniu wraz ze swoją jednostką granicy z Węgrami został tam internowany i pozostawał w obozie do końca wojny. U kresu wojny wiosną 1945 powrócił do Sanoka i od 1 września 1945 ponownie był dyrektorem szkoły (Gimnazjum Kupieckie i Liceum Handlowe, od 1949 Państwowe Liceum Administracyjno-Handlowe I stopnia/Państwowe Liceum Administracyjno-Gospodarcze II stopnia). Odszedł ze stanowiska, a także z całkowicie z zawodu nauczycielskiego, w 1950 z przyczyn politycznych. Do 1939 był członkiem sanockiego gniazda Polskiego Towarzystwa Gimnastycznego „Sokół”, a w 1946 zaangażował się także w próbę reaktywacji „Sokoła” w Sanoku. 
Od młodości był działaczem ruchu ludowego i PSL. Aktywnie działał w ruchu spółdzielczym. Był założycielem w 1950 i do końca życia pozostawał prezesem zarządu Spółdzielni Pracy Wytwórnia Sprzętu Zootechnicznego („Zootechnika”). Był członkiem rady Centralnego Związku Spółdzielczości Pracy, przewodniczącym rady Krajowego Związku Spółdzielni Sprzętu Medycznego i Laboratoryjnego. Był też członkiem prezydium zarządu SKS „Cracovia” oraz doradcą i działaczem Polskiego Związku Wędkarskiego.
Zmarł 23 lipca 1967 w Krakowie. Został pochowany na cmentarzu Rakowickim w Krakowie. Był żonaty, miał syna.

## Odznaczenia i nagrody
- Krzyż Kawalerski Orderu Odrodzenia Polski[3]
- Srebrny Krzyż Zasługi (pocz. 1939)[16]
- Odznaka „Zasłużony Działacz Kultury Fizycznej”[3]
- Złota Odznaka za Pracę Społeczną dla miasta Krakowa[3]
- Odznaka „Zasłużony Działacz Ruchu Spółdzielczego”[3]
- Złota odznaka SKS „Cracovia” (1966)[15][4]
- inne odznaczenia[3]